# Yahoo! Gruppi
Yahoo! Gruppi (in inglese Yahoo! Groups), è stato un servizio offerto da Yahoo! per creare aree di discussione su internet. Era configurabile sia come mailing list (comunicazione uno a molti) sia come vero e proprio gruppo di discussione (comunicazione molti a molti). Yahoo! Gruppi poteva essere utilizzato sia tramite interfaccia web che tramite posta elettronica.

## Storia

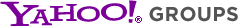
Ex logo Yahoo! Groups, utilizzato dal 2009 al 2013.

Alla fine degli anni '90 Yahoo! era interessata ad ampliare le proprie attività verso il crescente fenomeno delle comunità online. Tra le iniziative di questo periodo si segnala la nascita nel 1998 di Yahoo! Club che può essere considerato un vero e proprio prototipo di quello che successivamente sarebbe divenuto Yahoo! Gruppi. Nella stessa logica rientra anche l'acquisizione nel 2000 di eGroups, una piattaforma che offriva servizi di condivisione e collaborazione online basata sulla posta elettronica.
A distanza di qualche mese dall'acquisizione, il 30 gennaio 2001, viene presentato ufficialmente Yahoo! Groups come fusione tra Yahoo! Club e eGroups. La versione in lingua italiana del servizio verrà successivamente denominata Yahoo! Gruppi.
Yahoo! Gruppi ospitava diverse migliaia di gruppi di discussione in decine di lingue diverse e dedicate agli argomenti più disparati.
Il 14 ottobre 2020 Yahoo ha annunciato che il sito web di Yahoo Gruppi sarebbe stato chiuso ed i membri non sarebbero stati più in grado di inviare o ricevere e-mail a partire dal 15 dicembre 2020.

## Caratteristiche
Tutti gli utenti iscritti a Yahoo! avevano la possibilità di creare uno o più gruppi in Yahoo! Gruppi. Durante la procedura di creazione occorreva scegliere un nome per il gruppo e inserirlo all'interno di una delle categorie previste. Sempre in questa fase era possibile stabilire se l'invio dei messaggi doveva essere riservato ai moderatori (modalità mailing list) o a aperta a tutti gli iscritti (modalità gruppo di discussione).
Ogni gruppo poteva essere personalizzato con una descrizione, uno slogan ed una immagine di copertina. I gruppi potevano inoltre essere impostati come privati (contenuti leggibili solo dagli iscritti) o come pubblici (messaggi consultabili anche da chi non è iscritto). L'utente che aveva creato il gruppo ne diventava automaticamente il fondatore e poteva attribuire particolari permessi anche agli altri utenti. In particolare il fondatore poteva nominare dei moderatori che avevano il potere di accettare o respingere i messaggi degli utenti.
Una delle caratteristiche più importanti di Yahoo! Gruppi era la possibilità di accedere al servizio in maniera completa utilizzando la sola posta elettronica. Questa caratteristica rendeva il servizio facilmente fruibile anche dagli utenti con difficoltà visive. Ad ogni gruppo erano infatti associati alcuni indirizzi email che consentivano l'iscrizione, l'invio dei messaggi, la configurazione del servizio e l'eventuale cancellazione dal gruppo. Tutti questi servizi potevano essere utilizzati con qualsiasi indirizzo email anche se non associato a Yahoo!. Le medesime opzioni potevano comunque essere gestite anche dal web.